# Außerordentlicher FDP-Bundesparteitag 1986
Koordinaten: 50° 0′ 8″ N, 8° 16′ 33″ O
Den außerordentlichen Bundesparteitag 1986 hielt die FDP vom 21. bis 22. November 1986 in Mainz ab. Es handelte sich um den 9. außerordentlichen Bundesparteitag der FDP in der Bundesrepublik Deutschland. Der Parteitag fand in der Rheingoldhalle statt.

## Beschlüsse

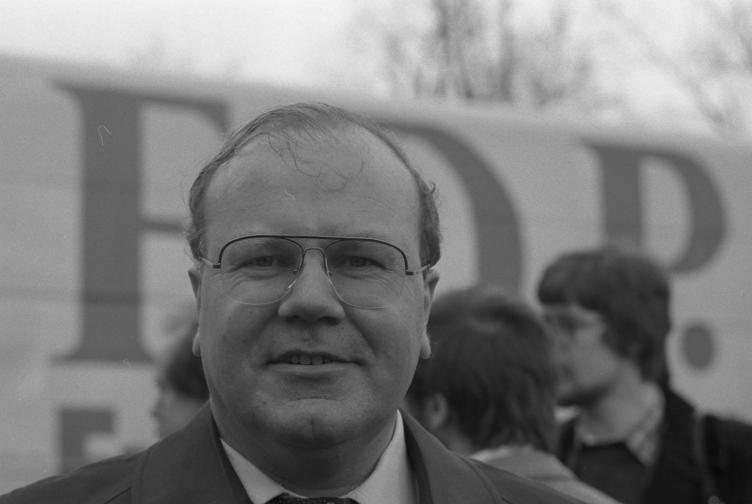
Martin Bangemann, 1979

Auf dem Parteitag unter dem Vorsitz von Martin Bangemann verabschiedete die FDP einen Aufruf zur Bundestagswahl 1987. Außerdem wurden Papiere zur gesetzlichen Entwicklung bei der Bekämpfung des Terrorismus, zur diesbezüglichen polizeilichen Arbeit sowie zur Kultur beschlossen.